# Tsushima (Nagasaki)
Tsushima (対馬市?) è una città giapponese della prefettura di Nagasaki, sita nell’isola di Tsushima.
La lingua principale parlata è il giapponese. Tuttavia, a causa della sua posizione geografica e della storia, è possibile che alcune persone parlino anche il coreano, specialmente nelle comunità più vicine alla Corea del Sud.

## Clima
| Tsushima (1991-2020) Fonte: JMA                      | Mesi        | Mesi        | Mesi        | Mesi        | Mesi        | Mesi        | Mesi        | Mesi        | Mesi        | Mesi        | Mesi        | Mesi        | Stagioni | Stagioni | Stagioni | Stagioni | Anno    |
| Tsushima (1991-2020) Fonte: JMA                      | Gen         | Feb         | Mar         | Apr         | Mag         | Giu         | Lug         | Ago         | Set         | Ott         | Nov         | Dic         | Inv      | Pri      | Est      | Aut      | Anno    |
| ---------------------------------------------------- | ----------- | ----------- | ----------- | ----------- | ----------- | ----------- | ----------- | ----------- | ----------- | ----------- | ----------- | ----------- | -------- | -------- | -------- | -------- | ------- |
| T. max. media (°C)                                   | 9,2         | 10,5        | 13,6        | 18,1        | 22,2        | 24,7        | 28,3        | 30,0        | 26,5        | 22,3        | 17,1        | 11,6        | 10,4     | 18,0     | 27,7     | 22,0     | 19,5    |
| T. media (°C)                                        | 6,0         | 6,9         | 10,0        | 14,2        | 18,2        | 21,3        | 25,4        | 26,8        | 23,4        | 18,7        | 13,3        | 8,0         | 7,0      | 14,1     | 24,5     | 18,5     | 16,0    |
| T. min. media (°C)                                   | 2,5         | 3,2         | 6,3         | 10,3        | 14,4        | 18,5        | 23,1        | 24,2        | 20,6        | 15,3        | 9,6         | 4,9         | 3,5      | 10,3     | 21,9     | 15,2     | 12,7    |
| T. max. assoluta (°C)                                | 19,8 (1946) | 21,3 (2021) | 24,4 (1902) | 27,8 (1983) | 32,0 (1979) | 32,9 (1958) | 36,9 (2018) | 36,8 (2016) | 34,6 (1903) | 30,2 (2016) | 26,9 (1979) | 22,3 (1954) | 22,3     | 32,0     | 36,9     | 34,6     | 36,9    |
| T. min. assoluta (°C)                                | −7,7 (1915) | −8,6 (1895) | −5,2 (1977) | −1,3 (1972) | 4,8 (1894)  | 6,2 (1893)  | 12,2 (1966) | 13,6 (1913) | 8,8 (1905)  | 0,7 (1889)  | −2,7 (1889) | −6,4 (1892) | −8,6     | −5,2     | 6,2      | −2,7     | −8,6    |
| Giorni di calura (Tmax ≥ 30 °C)                      | 0,0         | 0,0         | 0,0         | 0,0         | 0,1         | 0,7         | 10,9        | 16,7        | 2,7         | 0,0         | 0,0         | 0,0         | 0,0      | 0,1      | 28,3     | 2,7      | 31,1    |
| Giorni di gelo (Tmin ≤ 0 °C)                         | 6,9         | 5,0         | 0,6         | 0,0         | 0,0         | 0,0         | 0,0         | 0,0         | 0,0         | 0,0         | 0,0         | 2,8         | 14,7     | 0,6      | 0,0      | 0,0      | 15,3    |
| Giorni di ghiaccio (Tmax ≤ 0 °C)                     | 0,1         | 0,1         | 0,0         | 0,0         | 0,0         | 0,0         | 0,0         | 0,0         | 0,0         | 0,0         | 0,0         | 0,0         | 0,2      | 0,0      | 0,0      | 0,0      | 0,2     |
| Nuvolosità (okta al giorno)                          | 5,8         | 5,6         | 6,4         | 6,1         | 6,5         | 7,9         | 7,9         | 7,4         | 7,2         | 5,6         | 5,4         | 5,1         | 5,5      | 6,3      | 7,7      | 6,1      | 6,4     |
| Precipitazioni (mm)                                  | 80,1        | 94,7        | 172,3       | 218,4       | 241,2       | 294,4       | 370,5       | 326,4       | 235,5       | 120,8       | 100,6       | 68,0        | 242,8    | 631,9    | 991,3    | 456,9    | 2 322,9 |
| Giorni di pioggia                                    | 6,4         | 6,8         | 9,0         | 9,0         | 8,2         | 10,8        | 11,6        | 10,5        | 9,0         | 5,6         | 6,6         | 6,3         | 19,5     | 26,2     | 32,9     | 21,2     | 99,8    |
| Nevicate (cm)                                        | 0,0         | 0,0         | 0,0         | 0,0         | 0,0         | 0,0         | 0,0         | 0,0         | 0,0         | 0,0         | 0,0         | 0,0         | 0,0      | 0,0      | 0,0      | 0,0      | 0,0     |
| Giorni di neve                                       | 0,0         | 0,0         | 0,1         | 0,0         | 0,0         | 0,0         | 0,0         | 0,0         | 0,0         | 0,0         | 0,0         | 0,0         | 0,0      | 0,1      | 0,0      | 0,0      | 0,1     |
| Giorni di nebbia                                     | 0,0         | 0,1         | 0,0         | 0,0         | 0,6         | 0,0         | 0,4         | 0,2         | 0,2         | 0,0         | 0,0         | 0,0         | 0,1      | 0,6      | 0,6      | 0,2      | 1,5     |
| Umidità relativa media (%)                           | 61          | 62          | 65          | 68          | 72          | 82          | 83          | 81          | 78          | 70          | 68          | 63          | 62       | 68,3     | 82       | 72       | 71,1    |
| Radiazione solare globale media (centesimi di MJ/m²) | 8,4         | 11,3        | 13,1        | 16,7        | 18,1        | 15,6        | 14,7        | 15,4        | 13,1        | 12,4        | 9,4         | 8,4         | 28,1     | 47,9     | 45,7     | 34,9     | 156,6   |
| Ore di soleggiamento mensili                         | 147,6       | 143,5       | 161,5       | 183,1       | 199,2       | 136,3       | 136,1       | 160,4       | 131,1       | 161,1       | 149,0       | 153,9       | 445,0    | 543,8    | 432,8    | 441,2    | 1 862,8 |
| Pressione a 0 metri s.l.m. (hPa)                     | 1 021,6     | 1 020,6     | 1 018,0     | 1 014,6     | 1 011,2     | 1 007,7     | 1 007,3     | 1 008,2     | 1 012,0     | 1 017,2     | 1 020,5     | 1 022,2     | 1 021,5  | 1 014,6  | 1 007,7  | 1 016,6  | 1 015,1 |
| Tensione di vapore (hPa)                             | 5,9         | 6,5         | 8,2         | 11,1        | 15,0        | 20,7        | 27,0        | 28,4        | 22,4        | 15,3        | 10,7        | 7,1         | 6,5      | 11,4     | 25,4     | 16,1     | 14,9    |
| Vento (direzione-m/s)                                | NNW 3,3     | NNW 3,2     | NNW 3,3     | NNW 3,3     | NNW 2,9     | NNW 2,6     | NNW 3,2     | NNW 2,9     | NNW 2,8     | NNW 2,8     | NNW 2,8     | NNW 3,1     | 3,2      | 3,2      | 2,9      | 2,8      | 3,0     |